# Sikorsky S-67
Die Sikorsky S-67 Blackhawk war ein Kampfhubschrauber, der von Sikorsky eigenständig entwickelt wurde. Er ist nicht zu verwechseln mit dem Sikorsky UH-60 Black Hawk.

## Geschichte
1964 schrieb die US Army die Entwicklung eines Kampfhubschraubers (Advanced Aerial Fire Support System) aus. Daraufhin entwickelte Bell das Modell 209 (spätere militärische Bezeichnung: Bell AH-1), Lockheed den AH-56 Cheyenne und Sikorsky den S-66. Der S-66 hatte die Eigenschaft, den Heckrotor im schnellen Horizontalflug nach hinten schwenken zu können, um die Funktion eines Druckpropellers zu übernehmen. Allerdings ging der Konkurrent von Lockheed als Sieger dieser Ausschreibung hervor.
Dennoch trieben die Verantwortlichen bei Sikorsky die Weiterentwicklung eines Kampfhubschraubers voran. Basierend auf dem S-66 und mit Komponenten des Sikorsky S-61 konstruierte man den S-67 Blackhawk. Er besaß die typischen Merkmale eines Kampfhubschraubers, jedoch waren die Stummelflügel keine reinen Waffenträger, sondern sollten im schnellen Horizontalflug als „echte“ Tragflächen den Hauptrotor entlasten. Der Heckrotor war allerdings im Gegensatz zu dem des Vorgängers S-66 nicht schwenkbar ausgelegt.

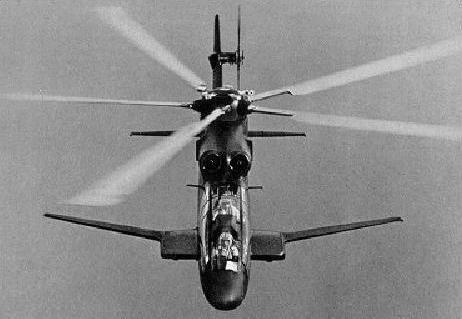
Stummelflügel in der Vorderansicht

Am 20. August 1970 absolvierte der Prototyp seinen Erstflug, worauf umfassende Testreihen bis in die Mitte der 1970er Jahre folgten. Am 14. Dezember 1970 stellte der S-67 einen Geschwindigkeitsweltrekord auf (348,971 km/h), bereits fünf Tage später den nächsten (355,485 km/h). Trotz dieser Leistungen und der grundsätzlichen Verwendbarkeit konnte der Blackhawk jedoch nicht mit anderen Kampfhubschraubern konkurrieren. Als am 1. September 1974 der Prototyp bei der Farnborough International Airshow in Farnborough aufgrund eines Pilotenfehlers am Boden zerschellte, wurde das Programm eingestellt.

## Technische Daten

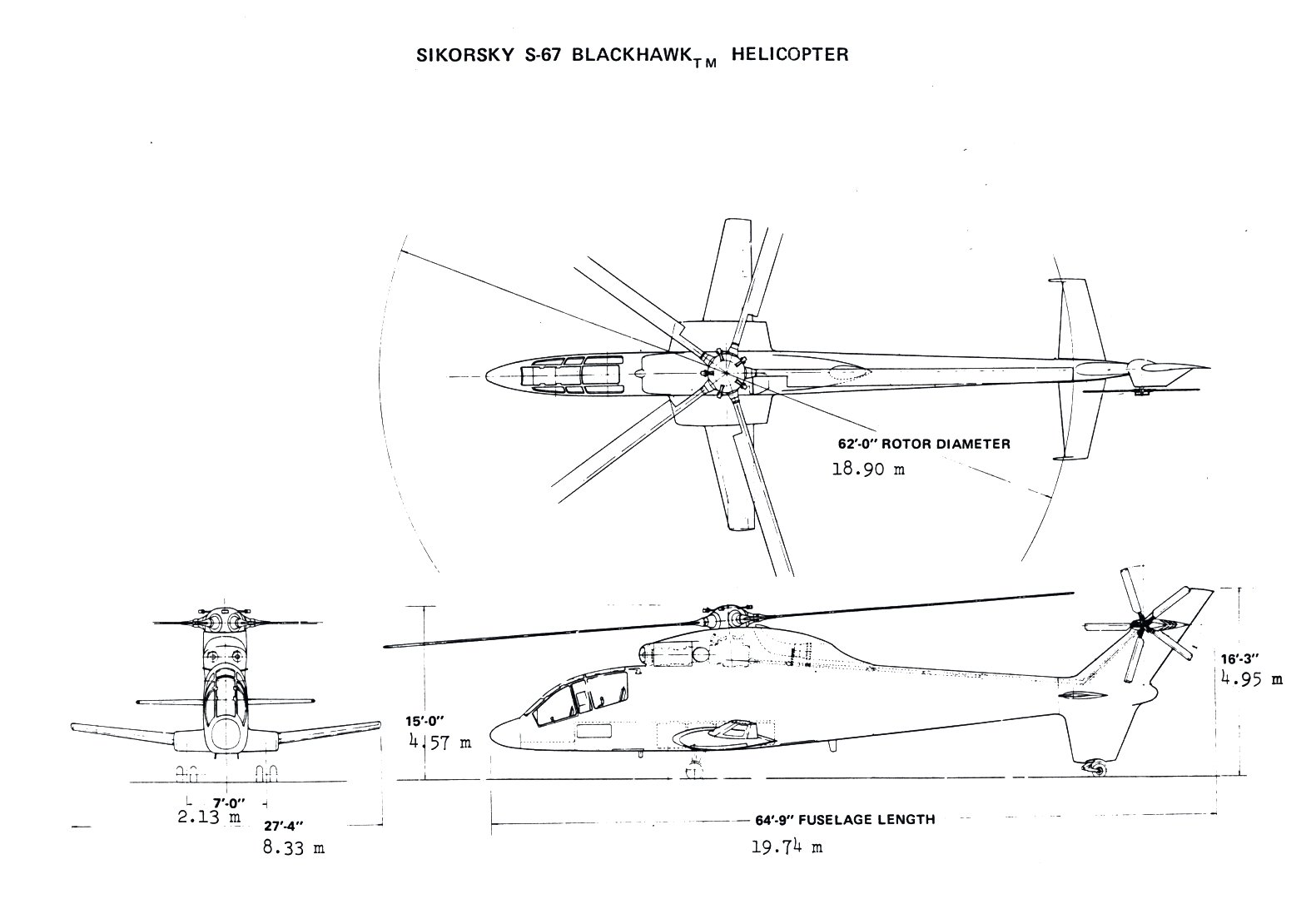
Dreiseitenansicht

| Kenngröße                        | Daten                                                                        |
| -------------------------------- | ---------------------------------------------------------------------------- |
| Baujahr                          | 1970                                                                         |
| Hersteller                       | Sikorsky                                                                     |
| Rotordurchmesser                 | 18,90 m                                                                      |
| Rumpflänge                       | 19,56 m                                                                      |
| Länge über alles                 | 22,58 m                                                                      |
| Höhe                             | 5,59 m                                                                       |
| Rüstmasse                        | 5.681 kg                                                                     |
| Startmasse                       | 11.067 kg                                                                    |
| Besatzung                        | 2                                                                            |
| Höchstgeschwindigkeit            | 335 km/h                                                                     |
| Schwebeflughöhe ohne Bodeneffekt | 1.980 m                                                                      |
| Reichweite                       | 354 km                                                                       |
| Zuladung                         | 6 voll ausgerüstete Soldaten 4.312 kg Waffenlast                             |
| Triebwerk                        | 2 × General Electric T58 GE-5-Wellenturbinen mit jeweils 1.103 kW (1.500 PS) |